# Ebershausen
Ebershausen település Németországban, azon belül Bajorországban. Lakosainak száma 638 fő (2023. december 31.). Ebershausen Krumbach és Breitenthal községekkel határos.

## Népesség
A település népessége az elmúlt években az alábbi módon változott:
| Lakosok száma | 345  | 545  | 369  | 582  | 605  | 605  | 617  | 615  | 607  | 638  |
|               | 1875 | 1950 | 1975 | 1987 | 2012 | 2014 | 2016 | 2017 | 2021 | 2023 |